# سهند علیا
روستای سهندعلیا، نام روستایی در ۲۵ کیلومتری شهرستان ماهنشان است که خود این شهرستان در ۱۰۵ کیلومتری شهر زنجان،مرکز استان زنجان واقع شده است. مردم روستا به زبان ترکی صحبت می کنند و مذهب همه اهالی روستا شیعه ۱۲ امامی می باشد.این روستا دارای ۲۲۵ خانوار می باشد که در سالیان اخیر همانند کل کشور شاهد مهاجرت زیاد اهالی به شهر زنجان و شهرهای دیگر بوده است. شغل اصلی اکثریت مردم کشاورزی و دامپروری می باشد.گندم ، جو و علوفه از جمله محصولات کشاورزی روستا می باشد و در زمینه باغات هم درخت زردآلو در باغات روستا فراوان می باشد.در روستا چندین طایفه اصلی وجود دارد. منطقه قوشابیلاق جزو مکانهای تاریخی این روستا می باشد که به ثبت ملی رسیده است.
ساکنان این روستا در قدیم مهاجرانی از روستاهای کردی، باغچه، ساری کوول(حسن آباد) و قره ناز و گوزلو دارند و ذکر این نکته نیز مهم است که با ورود گوزلولوها به این روستا که گاه به صورت مهاجر بوده یا ازداوج های صورت گرفته شده صنعت فرش بافی وارد این روستا کرده اند.